# セサミストリート: エルモのおうちで遊ぼう
『セサミストリート: エルモのおうちで遊ぼう』（原題：Sesame Street: Elmo's Playdate）は、2020年4月14日にアメリカでテレビ放送されたセサミストリートの特別番組。
日本ではNHK Eテレで同年5月17日の日曜19時00分 - 19時24分に一部のコーナーを差し替えて放送された。同局では2004年に打ち切られてから16年ぶりの放送である。
続編『Elmo's Playdate: Scavenger Hunt』も配信されていたが、後に本作と共に削除された。日本でも予定されていたが、配信されることはなかった。

## 概要
新型コロナウイルス感染症（COVID-19）流行の影響で外出自粛が続く中、エルモ達が仲間たちやゲストとともにビデオ会議を使って家で楽しく過ごすための新しい遊びを考えたり、お話したり、歌を歌ったりする。
原語版ではテイ・ディグスがゲストとして登場したが、日本語版は放送尺が1分ほど短い都合上、『Me Want Cookie #6 Search for the Lost Cookie』に差し替えられている。

## 出演者
※声優は原語版 / 日本語吹替。
吹き替えは主にテレビ東京・Youtube版の声優が担当。『Sing』は原語版で流れたため、吹き替えされていない人物やマペットもいる。
- アラン
演 - アラン・ムラオカ
- ニーナ
演 - スキ・ロペス

### マペット
- エルモ
演 - ライアン・ディロン / 松本健太
- ルイ
演 - タイラー・バンチ / 落合弘治
エルモのパパ。
余談だが、吹き替えを担当している落合はNHK版でエルモの吹き替えをしていた。
- クッキーモンスター
演 - デヴィッド・ラッドマン / 佐藤哲也
- グローバー
演 - エリック・ジェイコブソン / 西脇保
ビデオ会議に不慣れなのか、映像の切り替えを毎回ミスしていた。
- アビー・カダビー
演 - レスリー・カララルドルフ / 小桜エツコ
- ロジータ
演 - カルメン・オスバール / 竹田佳央里
- カウント伯爵
演 - マット・ヴォーゲル / ?[2]

#### 歌披露時に登場したマペット
- ゾーイ
演 - ジェニファー・バーンハート
- アーニー
演 - ピーター・リンツ
- バート
演 - エリック・ジェイコブソン
- プレーリー・ドーン
演 - ステファニー・ダブルッツォ
- ビッグバード
演 - マット・ヴォーゲル
- この他、メイ（エルモのママ）、ルーディー（アビーの弟）も登場した。

### ゲスト俳優
- トレーシー・エリス・ロス
吹 - おまたかな
- リン＝マニュエル・ミランダ
吹 - 落合弘治
- アン・ハサウェイ
吹 - 園崎未恵
- テイ・ディグス
前述の通り、日本語吹き替え版では放送尺の都合上、登場パートがカットされた。

## 続編
2020年8月26日にHBO Maxにて続編の「Elmo's Playdate: Scavenger Hunt」が配信された。
この特番では、エルモがビデオ会議を通してアビーとチームを組み、バーチャル宝探しをするという内容になっている。マペットには、バートとアーニーや、虎のストライピーに、シェフのゴンガーが新たに加わっている。ゲストには、女優のエイミー・セダリスとガブリエル・ユニオンが登場する。

## 日本語吹替版スタッフ
- 翻訳 - いずみつかさ
- 演出 - 平野智子
- プロデューサー - 長岡学
- 日本語版制作 - スタジオ・エコー